# آل پاچینو
آلفردو جیمز پاچینو (به انگلیسی: Alfredo James Pacino؛ زادهٔ ۲۵ آوریل ۱۹۴۰) بازیگر و فیلم‌ساز آمریکایی است. او در طول پنج دهه فعالیت خود جوایز گوناگونی دریافت کرده است؛ از جمله یک جایزهٔ اسکار، دو جایزهٔ تونی و دو جایزهٔ امی. این جایزه‌ها، پاچینو را به اندک بازیگرانی بدل می‌سازد که تاج سه‌گانه بازیگری را دریافت کرده‌اند. به او همچنین جوایزی چون یک عمر دستاورد هنری بنیاد فیلم آمریکا، سیسیل بی دمیل و نشان ملی هنر اعطا شده است.
پاچینو در اچ‌بی استودیو و اکتورز استودیو، بازیگری متد را نزد چارلی لاتن و لی استراسبرگ فرا گرفت. او در ۲۹ سالگی با نقشی مختصر در ناتالی و من (۱۹۶۹) نخستین فیلم بلند خود را بازی کرد. پاچینو با بازی در فیلم وحشت در نیدل پارک (۱۹۷۱) که نخستین نقش اصلی او بود، مورد توجه قرار گرفت. او پس از بازی در فیلم پدرخوانده (۱۹۷۲) به کارگردانی فرانسیس فورد کوپولا، با نقش موفق مایکل کورلئونه شهرت بیشتری یافت و مورد تقدیر قرار گرفت. پاچینو برای بازی در این نقش، نخستین بار نامزد دریافت جایزه اسکار شد اما به آن دست نیافت. او این نقش را در فیلم‌های پدرخوانده: قسمت دوم (۱۹۷۴) و پدرخوانده: قسمت سوم (۱۹۹۰) بازآفرینی کرد.
آل پاچینو برای بازی در فیلم‌های سرپیکو (۱۹۷۳)، بعدازظهر سگی (۱۹۷۵)، پدرخوانده: قسمت دوم و ... و عدالت برای همه (۱۹۷۹) نامزد جایزهٔ اسکار بهترین بازیگر مرد شد و در نهایت این جایزه را بابت نقش یک کهنه‌سرباز نابینای ارتش آمریکا در فیلم بوی خوش یک زن (۱۹۹۲) دریافت کرد. او همچنین برای بازی در فیلم‌های پدرخوانده، دیک تریسی (۱۹۹۰)، گلن‌گری گلن راس (۱۹۹۲) و مرد ایرلندی (۲۰۱۹) نامزد جایزهٔ اسکار بهترین بازیگر نقش مکمل مرد شد. دیگر نقش‌های قابل‌توجه پاچینو شامل تونی مونتانا در صورت زخمی (۱۹۸۳)، کارلیتو بریگانته در راه کارلیتو (۱۹۹۳)، بنجامین راجیرو در دانی براسکو (۱۹۹۷) و لوول برگمن در نفوذی (۱۹۹۳) می‌شود. او همچنین در فیلم‌های مخمصه (۱۹۹۵)، وکیل مدافع شیطان (۱۹۹۷)، بی‌خوابی (۲۰۰۲) و خاندان گوچی (۲۰۲۱) بازی کرده است. پاچینو در تولیدات متعددی از شبکه اچ‌بی‌او در تلویزیون حضور داشته است؛ از جمله این تولیدات می‌توان به فرشتگان در آمریکا (۲۰۰۳)، تو جک را نمی‌شناسی (۲۰۱۰) و فیل اسپکتور (۲۰۱۳) اشاره کرد. او بابت بازی در نقش جک کورکیان و روی کوهن در فیلم‌های تلویزیونی تو جک را نمی‌شناسی و فرشتگان در آمریکا برندهٔ جایزهٔ امی ساعات پربیننده شد.
پاچینو فعالیت گسترده‌ای در تئاتر داشته است. او در سال‌های ۱۹۶۹ و ۱۹۷۷ بابت نمایش‌های آیا یک ببر کراوات می‌زند؟ و تمرین مقدماتی پابلو هومل جایزه تونی بهترین بازیگر مرد را دریافت کرد. پاچینو که از دوستداران شکسپیر است، در ۱۹۹۶ مستند در جستجوی ریچارد را کارگردانی و در آن بازی کرد. این مستند دربارهٔ نمایش‌نامه ریچارد سوم است که خود او همچنین در ۱۹۷۷ آن را در تئاتر بازی کرده‌بود. آل پاچینو در فیلم تاجر ونیزی (۲۰۰۴) براساس نمایش‌نامه‌ای با همین نام در نقش شایلاک بازی کرد. او در تئاتری در سال ۲۰۱۰ این نقش را بازآفرینی کرد. پاچینو که حرفه کارگردانی خود را با در جستجوی ریچارد آغاز کرده‌بود، در فیلم‌های قهوه چینی (۲۰۰۰)، وایلد سالومه (۲۰۱۱) و سالومه (۲۰۱۳) بازی و کارگردانی کرد. او همچنین از سال ۱۹۹۴، رئیس مشترک اکتورز استودیو بوده است.

## کودکی و نوجوانی
آلفردو جیمز پاچینو در ۲۵ آوریل ۱۹۴۰ در محلهٔ هارلم شرقی در شهر نیویورک زاده شد. او فرزند والدینی ایتالیایی آمریکایی به نام‌های رز جرادی و سالواتوره پاچینو بود. والدین آلفردو وقتی که تنها دو سال داشت، طلاق گرفتند. او و مادرش پس از طلاق به برانکس نقل مکان کردند تا با کیت و جیمز جرادی، والدین مادرش، زندگی‌کنند. کیت و جمیز دو ایتالیایی بودند که از شهر کورلئونه در سیسل به آمریکا مهاجرت کرده‌بودند. پدر آلفردو از شهر سان فراتلو در سیسیل به آمریکا مهاجرت کرده‌بود و بعد از طلاق به کووینا در کالیفرنیا رفت. او در کووینا مدتی به عنوان فروشنده بیمه و بعد به عنوان رستوران‌دار فعالیت کرد.
پاچینو هنگام نوجوانی با اسم «سانی» میان دوستانش شناخته می‌شد. او آرزو داشت بازیکن بیس‌بال شود و در عین حال دوستانش به او لقب «بازیگر» داده‌بودند. پاچینو به دبیرستان هرمن ریدر جونیور می‌رفت، اما پس از مدتی در بیشتر کلاس‌ها به جز کلاس انگلیسی شرکت نمی‌کرد. او پس از موفقیت در تست هنری دبیرستان هنرهای نمایشی نیویورک، به آنجا رفت. مادر آلفردو با این تصمیم مخالف بود و او پس از یک دعوای خانوادگی، برای همیشه خانه را ترک کرد. پاچینو برای تأمین هزینه شرکت در کلاس‌های بازیگری، شغل‌های مختلفی را امتحان کرد؛ از جمله نامه‌بر، نظافت‌چی رستوران، مسئول دفتر پستی و سرایدار. او همچنین مدتی در اتاقِ نامه مجله کامنتری فعالیت می‌کرد.
آلفردو در نه‌سالگی شروع به کشیدن سیگار و نوشیدن الکل کرد و از سیزده‌سالگی به صورت تفریحی ماری‌جوآنا می‌کشید. او با وجود گرایش به ماری‌جوآنا و الکل، از مصرف انواع جدی‌تر مواد مخدر پرهیز کرد. دوتا از نزدیک‌ترین دوستان او به واسطه سوءمصرف مواد مخدر در سن‌های نوزده و سی‌سالگی درگذشتند. پاچینو به دلیل بزرگ‌شدن در برانکس گهگاهی در دعواهای مختلف درگیر و در مدرسه به عنوان فردی مشکل‌ساز شناخته می‌شد. او در نوجوانی در تئاترهای زیرزمینی نیویورک بازی می‌کرد، اما بار اول در امتحان ورودی اکتورز استودیو رد شد. او در نتیجه به اچ‌بی استودیو پیوست و در آنجا چارلی لاتن، معلم بازیگری‌اش، را ملاقات کرد. لاتن به آموزگار و بهترین دوست پاچینو تبدیل شد. او در این دوره از زندگی خود، معمولاً بیکار و بی‌خانمان بود و در خیابان، سالن‌های تئاتر یا خانه دوستان می‌خوابید.
مادر آل پاچینو در سال ۱۹۶۲ در سن ۴۳ سالگی درگذشت. در همان سال جیمز، پدربزرگ او، نیز درگذشت. پاچینو از این اتفاقات به عنوان «بدترین نقطه» زندگی‌اش یاد کرده است و می‌گوید: «۲۲ ساله بودم و دو نفر از تاثیرگذارترین افراد زندگی از پیشم رفته‌بودند. این باعث فروپاشی من شد.»
پاچینو بعد از چهار سال فعالیت در اچ‌بی استودیو توانست در آزمون ورودی اکتورز استودیو موفق شود. اکتورز استودیو یک سازمان عضوپذیر متشکل از بازیگران حرفه‌ای، کارگردانان تئاتر و نمایشنامه‌نویسان است، که در محله هلز کیچن منهتن قرار دارد. پاچینو بازیگری متد را تحت نظر لی استراسبرگ، مربی‌اش در اکتورز استودیو، آموخت. استراسبرگ در کنار پاچینو در فیلم‌هایی چون پدرخوانده: قسمت دوم و در ... و عدالت برای همه بازی کرد.
پاچینو در مصاحبه‌های خود از استراسبرگ و تأثیر اکتورز استودیو بر فعالیت حرفه‌ایش گفته است: «اکتورز استودیو در زندگی من ارزش زیادی داشت. به لی استراسبرگ به اندازه‌ای که لیاقت دارد، بها داده نشده … او و چارلی، به نوعی مرا [به صنعت سینما] عرضه کردند. این واقعاً اتفاق افتاد و به‌طور مستقیم باعث شد که شغل‌های دیگرم را رها کنم و تنها در حرفه بازیگری بمانم.» او در مصاحبه دیگری می‌افزاید: «کار کردن برای او [لی استراسبرگ] هیجان‌انگیز بود چراکه وقتی در مورد سکانس‌ها یا افراد صحبت می‌کرد، بسیار جالب بود. آدم می‌خواست فقط به حرف او گوش دهد، چون چیزهایی می‌گفت که آدم تا به حال نشنیده بود … او درک قابل توجهی داشت … بازیگران را بسیار دوست داشت.» پاچینو از سال ۱۹۹۴ همراه بازیگران دیگر که در طول زمان تغییر کرده‌اند، رئیس مشترک اکتورز استودیو بوده است.

## حرفه تئاتر

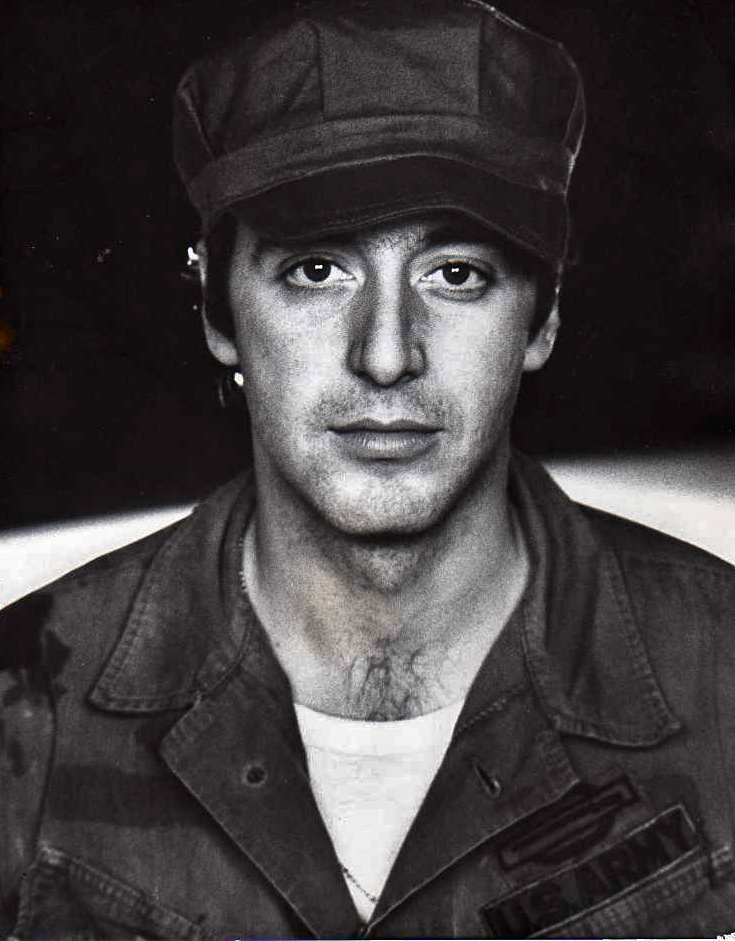
آل پاچینو در نمایش تمرین مقدماتی پاولو هومل (۱۹۷۱)

پاچینو در ۱۹۶۷ یک فصل را در تئاتر چارلز در بوستون سپری کرد و در نمایش برخیز و بخوان! از کلیفورد اودتس به ایفای نقش پرداخت. او برای این نمایش هفته‌ای ۱۲۵ دلار دریافت می‌کرد که اولین حقوق قابل‌توجهش بود. پاچینو همچنین در نمایش هورا آمریکا از ژان کلود وان ایتالی بازی کرد. او در جریان این نمایش با جیل کلایبورگ آشنا شد. پاچینو و کلایبورگ پنج‌سال رابطه عاشقانه داشتند و با هم به شهر نیویورک برگشتند.
پاچینو در سال ۱۹۶۸ در نمایش هندی به دنبال برانکس است اثر ایزرائیل هورویتز بازی کرد. این نمایش در سالن تئاتر آستور پلیس به روی صحنه می‌رفت و پاچینو نقش «مورف» یک پانکستر خیابانی را داشت. این نمایش در ۱۶ ژانویه ۱۹۶۹ روی صحنه رفت و ۱۷۷ بار اجرا شد. هندی به دنبال برانکس است در کنار به آن آب نبات می‌گویند با بازی کلایبورگ به روی صحنه می‌رفت. نمایش دوم هم اثر هورویتز بود. پاچینو برای نقش «مورف»، جایزه اوبی بهترین بازیگر را دریافت کرد. همچنین جان کازال که در این نمایش بود، جایزه اوبی بهترین بازیگر مکمل و هورویتز جایزه بهترین نمایش جدید را دریافت کردند. مارتین برگمن نمایش مذکور را دید و مدیر برنامه‌های آل پاچینو شد. این همکاری در آینده برای پاچینو پرفایده بود؛ چراکه برگمن او را تشویق به بازی در فیلم‌های پدرخوانده، سرپیکو و بعد از ظهر سگی کرد. پاچینو دربارهٔ حرفه خود در تئاتر می‌گوید: «مارتین برگمن مرا کشف کرد … ۲۵ یا ۲۶ ساله بودم … او مرا کشف کرد و مدیر برنامه‌هایم شد؛ و به همین دلیل اکنون اینجا هستم. به مارتی مدیونم، واقعاً هستم.»
پاچینو برای اجرای نمایش هندی به دنبال برانکس است در جشنواره دو جهان، به اسپولتو در ایتالیا رفت. این اولین سفر پاچینو به ایتالیا بود؛ او بعداً در مصاحبه‌ای از این تجربه یاد کرد: «اجرا برای مخاطب ایتالیایی تجربه‌ای شگفت‌انگیز بود.» پاچینو و کلایبورگ جزو بازیگران قسمتی از سریال ان‌وای‌پی‌دی به نام «حلقه مرگ‌آور خشونت» بودند که در ۱۲ نوامبر ۱۹۶۸ از شبکه ای‌بی‌سی پخش شد. کلایبورگ همچنین در سریالی به نام در جستجوی فردا در نقش «گریس بولتون» بازی می‌کرد. پدر کلایبورگ با ارسال ماهانه پول، به این زوج در مخارج کمک می‌کرد.
پاچینو در ۲۵ فوریه ۱۹۶۹ با حضور در نمایش آیا یک ببر کراوات می‌زند؟ برای اولین بار در برادوی بازی کرد. این نمایش که در تئاتر بلاسکو اجرا می‌شد، نوشته دان پیترسن و به تهیه‌کنندگی هانتینگتن هارتفورد، وارث شرکت ای اند پی، بود. این نمایش پس از ۳۹ اجرا در ۲۹ مارس ۱۹۶۹ پایان یافت، اما پاچینو بابت آن در نقدها مورد تمجید قرار گرفت. او در ۲۰ آوریل ۱۹۶۰ برای بازی در این نمایش برنده جایزه تونی شد. پاچینو در دهه ۱۹۷۰ میلادی به بازی در تئاتر ادامه داد و دومین جایزه تونی خود را بابت نمایش تمرین مقدماتی پاولو هومل دریافت کرد. او همچنین در این دهه در نمایش ریچارد سوم، در نقش اول بازی کرد. او در دهه ۸۰ میلادی بعد از بازی در نمایش بوفالوی آمریکایی از دیوید ممت دوباره موفقیت قابل توجهی در تئاتر به دست آورد و نامزد جایزه دراما دسک شد. فعالیت پاچینو در تئاتر از سال ۱۹۹۰ شامل بازآفرینی نمایش‌های هیوئی از یوجین اونیل، سالومه از اسکار وایلد و یتیم‌ها از لایل کسلر بوده است.
او در سال ۱۹۸۳، در کنار داستین هافمن و پل نیومن از تامین‌کنندگان مالی اصلی شرکت میرور تئاتر شد، که سرمایهٔ نخستین آن توسط لارنس راکفلر تأمین شده‌بود. این افراد به دلیل ارتباط با لی استراسبرگ سرمایه‌گذاری کردند، چراکه سابرا جونز، عروس استراسبرگ، از بنیانگذاران و مدیر تولید هنری شرکت میرور بود. پاچینو در سال ۱۹۸۵ نسخه خود را از نمایش هیوئی اثر یوجین اونیل به شرکت میرور پیشنهاد داد، اما شرکت به دلیل کمبود بازیگران قادر به انجام پروژه نبود.
پاچینو در اکتبر ۲۰۰۲ در بازسازی نمایش ظهور قابل مقاومت آرتورو اوئی از برتولت برشت به تهیه شرکت‌های نشنال اکتورز و کامپلیسیته، نقش‌آفرینی کرد. سایمن مک‌برنی این پروژه را کارگردانی کرد و تعداد قابل‌توجهی از هنرمندان هالیوودی مثل جان گودمن، چارلز دارنینگ، تونی رندل، استیو بوشمی، چاز پالمینتری، پل جیاماتی، خواکلین مک‌کنزی، بیلی کروداپ، لوتر بلوتو، دومینیک کیانزه و استرلینگ کی براون در آن حضور داشتند. این نمایش از نظر منتقدان موفق بود. منتقد روزنامه گاردین اجرای پاچینو را اینطور توصیف می‌کند: «پاچینو توجه تماشاگر را مانند فنر خواهان دررفتن جلب کرده و نگه می‌دارد. او تعلیق و ارعاب را پرورش می‌دهد؛ مانند تمساحی کمین می‌کند و با یک شادی منحوس غیرقابل وصف، راهش را به اوج باز می‌کند.»
پاچینو با بازی در نمایش تاجر ونیزی در نقش شایلاک به صحنه تئاتر بازگشت. این نمایش در تابستان ۲۰۱۰ در پارک مرکزی نیویورک بازآفرینی شد. تاجر ونیزی در اکتبر ۲۰۱۰ به تئاتر برودهرست در برادوی منتقل شد و در آن‌جا یک میلیون دلار در هفته اول فروش کرد. بازی پاچینو در این نمایش باعث شد که در سال ۲۰۱۱ نامزد جایزه تونی بهترین نقش اول مرد شود.
آل پاچینو در بازآفرینی و بزرگداشت سی‌سالگی نمایش گلن‌گری گلن راس از دیوید ممت در برادوی بازی کرد؛ این نمایش از اکتبر ۲۰۱۲ تا ۲۰ ژانویهٔ ۲۰۱۳ ادامه داشت. او همچنین در نمایش عروسک چینی که دیوید ممت برایش نوشته‌بود، بازی کرد. عروسک چینی از ۴ دسامبر ۲۰۱۵ تا ۲۱ ژانویه ۲۰۱۶ ادامه داشت. پیش‌نمایش‌های عروسک چینی در اکتبر ۲۰۱۵ انجام شده‌بودند.

## حرفه سینما
آل پاچینو بازیگری را لذت‌بخش می‌یافت و هنگام تحصیل در اکتورز استودیو فهمید که استعداد لازم را دارد. هرچند که کارهای نخستین او، از نظر مالی برایش مساعد نبود. پاچینو پس از موفقیت در صحنه تئاتر، با نقشی مختصر در ناتالی و من که اثری مستقل از پتی دوک بود، وارد دنیای سینما شد. او در سال ۱۹۷۰ با آژانس استعدادیابی سی‌ام‌ای (مؤسسه مدیریت خلاقیت) قرارداد بست.

### دهه ۱۹۷۰
نقش پاچینو در فیلم وحشت در نیدل پارک (۱۹۷۱) به عنوان یک معتاد هروئین، توجه فرانسیس فورد کوپولا را جلب کرد. کاپولا او را برای نقش مایکل کورلئونه در پدرخوانده (۱۹۷۲) انتخاب نمود که به یکی از موفق‌ترین فیلم‌های مافیایی تبدیل شد. هرچند جک نیکلسون، رابرت ردفورد، وارن بیتی و رابرت دنیرو برای این نقش تست دادند، پاچینو انتخاب نهایی کاپولا بود. روسای استودیو فیلم‌سازی با کاپولا اختلاف نظر داشتند و به دنبال بازی فردی شناخته‌شده‌تر در شخصیت مایکل کورلئونه بودند. در طول پروژه پدرخوانده، آن‌ها سه‌بار سعی کردند آل پاچینو را اخراج کنند.
بازی پاچینو در پدرخوانده باعث نامزدی او در اسکار شد و مثالی برجسته از سبک بازیگری اولیه فراهم آورد. راهنمای فیلم هالیول، نقش آفرینی پاچینو را در این فیلم «پرشور» و «به‌شدت پیچیده» توصیف می‌کند. پاچینو به دلیل نامزدی در نقش مکمل به جای نقش اول، مراسم اسکار را بایکوت کرد و عقیده داشت از مارلون براندو دقایق بیشتری در فیلم حضور داشته است. براندو برنده جایزه اسکار بهترین بازیگر مرد شد، اما او هم به دلایلی متفاوت این مراسم را بایکوت کرد.
پاچینو در سال ۱۹۷۳ به همراه جین هکمن در مترسک بازی کرد و موفق به دریافت نخل طلای جشنواره فیلم کن شد. او در همان سال برای سرپیکو نامزد جایزه اسکار بهترین بازیگر مرد شد. سرپیکو به کارگردانی سیدنی لومت، داستان واقعی فرانک سرپیکو را به تصویر می‌کشید. فرانک سرپیکو افسر پلیس شهر نیویورک بود که برای افشای فساد همکاران خود مأمور مخفی شد. پاچینو در سال ۱۹۷۴ دوباره در نقش مایکل کورلئونه در فیلم پدرخوانده: قسمت دوم بازی کرد. پدرخوانده دو، اولین فیلم دنباله‌داری بود که برنده جایزه اسکار بهترین فیلم می‌شد. پاچینو هم برای سومین بار نامزد اسکار شد. این دومین نامزدی او برای شخصیت کورلئونه بود، اما این‌بار در دسته نامزد بهترین بازیگر نقش اول مرد قرار گرفت. نیوزویک بازی پاچینو را در این نقش این‌گونه توصیف کرد: «به‌جرئت بهترین بازنمود یک قلب در حال سخت‌شدن در تاریخ سینما»
او با اکران بعدازظهر سگی در سال ۱۹۷۵، موفقیت بیشتری کسب کرد. این فیلم که براساس داستان واقعی جان ویتوویچ است، توسط سیدنی لومت کارگردانی شد. پاچینو با بعدازظهر سگی دوباره نامزد اسکار بهترین بازیگر نقش اول مرد شد.
او در سال ۱۹۷۷ در فیلم بابی دیرفیلد در نقش یک راننده مسابقه‌ای بازی کرد. این فیلم توسط سیدنی پولاک کارگردانی شده‌بود و پاچینو بابت آن نامزد جایزه گلدن گلوب بهترین بازیگر مرد فیلم درام شد. کار بعدی او یک فیلم درام قضایی به نام ... و عدالت برای همه بود. پاچینو بعد از بازی در این فیلم به‌خاطر طیف گسترده مهارت‌هایش در بازیگری مورد ستایش منتقدان قرار گرفت و برای چهارمین‌بار نامزد جایزه اسکار بهترین بازیگر نقش اول مرد شد. او با وجود نامزدی، این جایزه را در مقابل داستین هافمن در کریمر علیه کریمر از دست داد. نقش هافمن در این فیلم، پیش از او به پاچینو پیشنهاد داده شده‌بود.
در نتیجه پاچینو در دهه ۱۹۷۰ بابت چهار فیلم نامزد اسکار بهترین بازیگر نقش اول مرد شد: سرپیکو، پدرخوانده: قسمت دوم، بعد از ظهر سگی و …و عدالت برای همه.

### دهه ۱۹۸۰
فعالیت حرفه‌ای پاچینو در اوایل دهه ۱۹۸۰ دچار اخلال شد؛ حضور او در فیلم بحث‌برانگیز گشت‌زنی و فیلم نویسنده! نویسنده! مورد انتقاد گسترده منتقدان قرار گرفت. فیلم گشت‌زنی همچنین باعث بروز اعتراضات از سوی اجتماع همجنسگرایان نیویورک شده‌بود. با این حال، بازی پاچینو در فیلم صورت‌زخمی (۱۹۸۳) به کارگردانی برایان دی پالما به بخشی برجسته از حرفه کاری او و یک نقش ماندگار تبدیل شد. این فیلم پس از اکران ابتدا به خاطر محتوای خشونت‌آمیز مورد سرزنش منتقدان قرار گرفت، ولی بعدتر تحسین آن‌ها را به دست آورد. صورت‌زخمی در گیشه نیز موفق عمل کرد و در آمریکا بیش از ۴۵ میلیون دلار فروش داشت. پاچینو هم بابت بازنمود شخصیت تونی مونتانا، یک سردسته کوبایی باند مواد مخدر، نامزد جایزه گلدن گلوب بهترین بازیگر مرد فیلم درام شد.
پاچینو در سال ۱۹۸۵ کار بر پروژه شخصی به نام بدنام محلی را شروع کرد. این فیلم براساس نمایشی بیرون از برادوی بود که در سال ۱۹۶۹ با بازی پاچینو به روی صحنه رفت. هیثکات ویلیامز، نویسنده انگلیسی، این نمایشنامه را نوشته است. کار تولید نسخه فیلم به دیوید ویلر و شرکت تئاتر بوستون سپرده شد. این فیلم ۵۰ دقیقه‌ای اکران نشد، اما بعدها در سال ۲۰۰۷ به عنوان بخشی از باکس ست پاچینو: بینش یک بازیگر منتشر گردید.
فیلم انقلاب که با بازی پاچینو در سال ۱۹۸۵ منتشر شد، هم از نظر واکنش منتقدان و هم از نظر تجاری شکست خورد. او در این فیلم نقش یک مرد کوهستانی را در جنگ استقلال آمریکا را بازی می‌کرد. پاچینو دلیل شکست این فیلم را، «عجله در بخش تولید» می‌داند. پاچینو بعد از این فیلم حدود چهارسال از صنعت سینما دوری گزید و به دنیای تئاتر بازگشت. او در این مدت در پروژه‌های ورکشاپ از جمله سرودهای ملی از دنیس مک‌اینتایر و کاملاً روشن از فیل یانگ بازی کرد. پاچینو در سال ۱۹۸۸ در بازسازی نمایش ژولیوس سزار به تهیه‌کنندگی جوزف پاپ در جشنواره شکسپیر در پارک نیویورک بازی کرد. او دربارهٔ دوری از سینما می‌گوید: «یادم است در سال‌های ۱۹۷۴ و ۱۹۷۵ که همه‌چیز [برای من] در حال رخ‌دادن بود، بعد از بازی در نمایش ظهور قابل مقاومت آرتورو اوئی در جایی خواندم که دلیل بازگشت من به صحنه، ضعیف‌شدن فعالیت سینماییم بوده است. این متأسفانه نوع نگرش غالبی است که نسبت به تئاتر وجود دارد.» او با فیلم دریای عشق در سال ۱۹۸۹ به سینما بازگشت. پاچینو در این فیلم نقش یک کارآگاه به نام «فرانک کلر» را بازی می‌کرد. کلر به دنبال قاتل سریالی می‌گشت که قربانیان خود را از «ستون مجردها» در روزنامه انتخاب می‌کرد. فیلم دریای عشق نقدهای مثبتی به دست آورد.

### دهه ۱۹۹۰

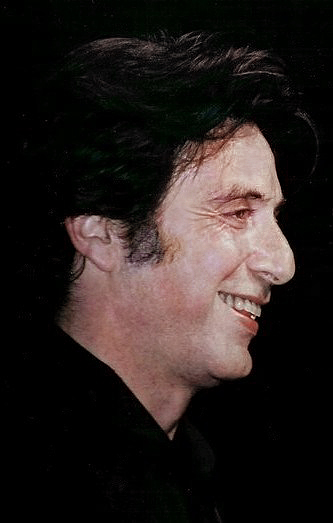
آل پاچینو در جشنواره فیلم کن ۱۹۹۶

پاچینو برای بازی در فیلم دیک تریسی (۱۹۹۰) در نقش بیگ بوی کاپریس، نامزد جایزه اسکار شد. این فیلم از نظر تجاری موفق بود و راجر ایبرت، پاچینو را در آن «رباینده صحنه» توصیف می‌کند. پاچینو در ادامه ۱۹۹۰ در فیلم پدرخوانده: قسمت سوم به یکی از مشهورترین کاراکترهایش یعنی مایکل کورلئونه بازگشت. این فیلم نقدهای آمیخته مثبت و منفی دریافت کرد. قسمت سوم پدرخوانده به دلیل انصراف برخی بازیگران و بازنویسی‌های فیلمنامه، در مرحله پیش‌تولید مشکلاتی را تجربه کرد.
پاچینو در ۱۹۹۱ در فیلم فرانکی و جانی دوباره با میشل فایفر همبازی شد. این‌دو در صورت‌زخمی نیز همبازی بوند. پاچینو در نقش یک آشپز که تازه از زندان آزاد شده و فایفر در نقش یک پیشخدمت است، که با یکدیگر وارد رابطه عاشقانه می‌شوند. ترنس مک‌نالی این فیلم را براساس نمایش بیرون از برادوی خودش به نام فرانکی و جانی در نور ماه (۱۹۸۷) ساخت، که کنت ولش و کتی بیتس در آن بازی کرده‌بودند. فرانکی و جانی نقدهای آمیخته مثبت و منفی دریافت کرد، هرچند پاچینو بعدها گفت از بازی در این نقش لذت برده است. جانت ماسلین در نیویورک تایمز نوشت: «بازی پاچینو از دوره فیلم بعدازظهر سگی اینقدر بدون پیچیدگی جذاب نبوده است و او تلاش بی‌پایان جانی برای به دست آوردن دل فرانکی را لذت بخش می‌سازد. صحنه‌های تنهای او با خانم فایفر دقت و صداقتی دارند که جنبه‌های بیش از حد احساسی فیلم را می‌پوشاند.»
پاچینو در سال ۱۹۹۳ برای بازی در فیلم بوی خوش یک زن به کارگردانی مارتین برست، جایزه اسکار بهترین بازیگر نقش اول مرد را برد. او در این فیلم در نقش یک سرهنگ دوم نابینای ارتش آمریکا به نام «فرانک اسلید» بازی می‌کند. پاچینو در همان سال همچنین نامزد جایزه اسکار بهترین بازیگر مکمل مرد برای فیلم گلن گری گلن راس شد. با این نکته او اولین بازیگر مردی بود که در یک سال برای بازی در دو فیلم متفاوت، نامزد دو جایزه اسکار شد و جایزه نقش اصلی را برد.
پاچینو در ۱۹۹۳ در راه کارلیتو، فیلمی درام جنایی از برایان دی پالما، با شان پن همبازی شد. این فیلم دومین همکاری پاچینو و دی پالما پس از صورت زخمی بود. پاچینو در راه کارلیتو نقش گانگستری را بازی می‌کند که به کمک وکیلش از زندان آزاد می‌شود و تصمیم می‌گیرد برای همیشه خلاف را کنار بگذارد. پاچینو در فیلم مخمصه (۱۹۹۵) برای اولین‌بار همبازی مستقیم رابرت دنیرو شد. این‌دو اگرچه در پدرخوانده: قسمت دوم حضور داشتند، اما هیچ صحنه مشترکی با یکدیگر نداشتند.
پاچینو در ۱۹۹۶ مستند درام در جستجوی ریچارد را کارگردانی و در آن بازی کرد. به غیر از او بازیگرانی چون کوین اسپیسی، الک بالدوین و وینونا رایدر در این مستند درام حضور دارند. درجستجوی ریچارد شامل بازآفرینی قطعاتی از نمایش ریچارد سوم از ویلیام شکسپیر است و همچنین به بررسی نقش ادامه‌دار شکسپیر و جایگاه او در فرهنگ عامه می‌پردازد. پاچینو در فیلم وکیل‌مدافع شیطان (۱۹۹۷) با کیانو ریوز همبازی شد. او در این فیلم تعلیقی فراطبیعی نقش شیطان را بازی می‌کند. وکیل‌مدافع شیطان در گیشه موفق بود و در جهان ۱۵۰ میلیون دلار فروخت. راجر ایبرت در شیکاگو سان-تایمز نوشت: «نقش شیطان توسط پاچینو با رضایتی رو به شعف بازی می‌شود»
فیلم دیگر پاچینو در ۱۹۹۷ دانی براسکو بود که جانی دپ در آن در نقش اول حضور داشت. فیلم به داستان واقعی یک مأمور مخفی اف‌بی‌آی به نام دانی براسکو می‌پردازد، که به دنبال فروپاشیدن مافیا از درون بود. پاچینو در این فیلم نقش گانگستری به نام لفتی را بازی کرد. پاچینو در ۱۹۹۹ در فیلم نفوذی در نقش لوول برگمن، تهیه‌کننده برنامه ۶۰ دقیقه، مقابل راسل کرو بازی کرد. نفوذی نامزد چندین اسکار شد. فیلم دیگر او در این سال، هر یکشنبه کذایی به کارگردانی اولیور استون بود. پاچینو در این فیلم نقش یک مربی فوتبال آمریکایی را بازی می‌کند.

### دهه ۲۰۰۰
پاچینو از سال ۲۰۰۰ سه جایزه گلدن گلوب برده است. اولین آن‌ها جایزه سیسل بی دمیل در ۲۰۰۱ به پاس یک عمر دستاورد هنری در صنعت فیلم بود.
پاچینو در ۲۰۰۰ نسخه فیلمی نمایش قهوه چینی نوشته ایرا لوئیس را در جشنواره‌های فیلم منتشر کرد. تقریباً همه فیلم شامل گفتگوی دو شخصیت اصلی است. انجام این پروژه سه‌سال طول کشید و کارگردانی و تأمین مالی آن توسط پاچینو انجام شد. قهوه چینی به همراه دو اثر کمیاب دیگر پاچینو یعنی بدنام محلی و درجستجوی ریچارد در مجموعه باکس‌ست پاچینو:بینش یک بازیگر در ۲۰۰۷ منتشر شد. او همچنین دیباچه و مؤخرهای برای دیسک‌های این باکس ست تولید کرد.
پاچینو پیشنهاد حضور در بازی ویدئویی پدرخوانده را به‌طور کامل رد کرد. در نتیجه در این بازی شخصیت مایکل کورلئونه حضور دارد، اما صدا و شمایل آن مشابه پاچینو نیست. او اما در بازی صورت‌زخمی: دنیا برای تو است اجازه داد که از شمایلش استفاده شود. این بازی به عنوان شبه‌دنباله‌ای برای فیلم صورت‌زخمی عمل می‌کند و شرایطی را در نظر می‌گیرد که تونی مونتانا از درگیری آخر فیلم جان سالم به در می‌برد.

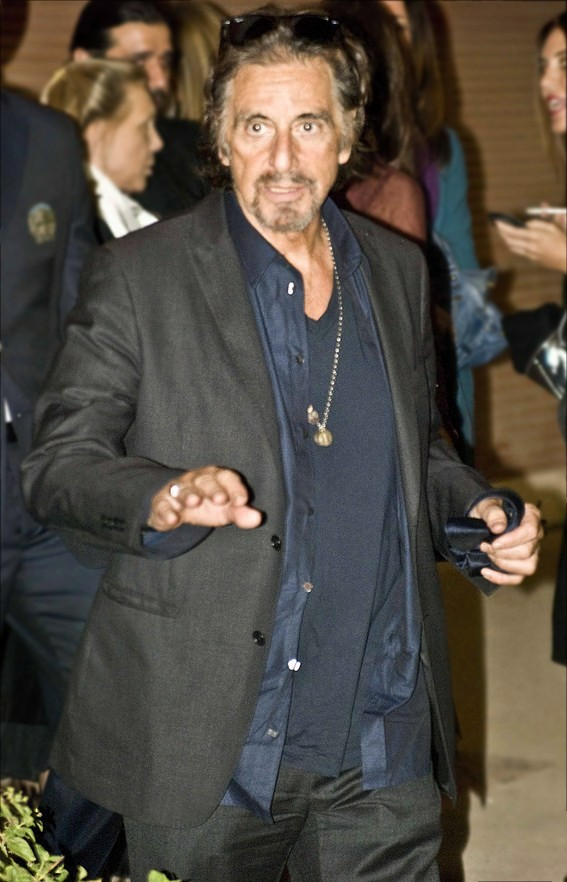
آل پاچینو در جشنواره فیلم رم، ۲۰۰۸

کریستوفر نولان فیلم نروژی بی‌خوابی را با حضور آل پاچینو و رابین ویلیامز بازسازی کرد. نسخه نروژی در ۱۹۹۷ و نسخه نولان در ۲۰۰۲ اکران شد. نیوزویک با اشاره به کاراکتر آرام پاچینو در این فیلم نوشته است: «او می‌تواند همان‌طور که بزرگ بازی می‌کند، به شکل میخ‌کوب‌کننده‌ای کوچک بازی کند. او می‌تواند از درون فروبپاشد، همان‌طور که می‌تواند از بیرون منفجر شود.» این فیلم و بازی پاچینو مورد استقبال منتقدان قرارگرفت و در زمان خود امتیاز ۹۳ درصد را از راتن تومیتوز دریافت کرد. عملکرد بی‌خوابی در گیشه نسبتاً متوسط بود و به صورت جهانی ۱۱۳ میلیون دلار فروخت. سیمون، فیلم بعدی پاچینو، چه از نظر استقبال منتقدان و چه از نظر گیشه موفقیتی کسب نکرد.
پاچینو در فیلم مردمی که می‌شناسم، نقش یک مسئول روابط عمومی را بازی کرد. این فیلم کوچک با وجود استقبال از نقش‌آفرینی پاچینو، در مجموع توجه چندانی کسب نکرد. او با وجود این‌که دیگر به‌طور معمول در نقش‌های مکمل بازی نمی‌کرد، به‌خاطر مارتین برست حاضر به حضور افتخاری در فیلم جیلی (۲۰۰۳) شد. این فیلم در گیشه شکست خورد. پاچینو در سال ۲۰۰۳ در فیلم تازه‌کار با کالین فارل همراه شد و نقش یک مسئول جذب نیرو در سی‌آی‌ای را بازی کرد. تازه‌کار نقدهای آمیخته مثبت و منفی دریافت کرد و پاچینو می‌گوید فیلمی‌است که «خودش هم شخصاً نمی‌توانست دنبال کند» او سپس در فرشتگان در آمریکا (۲۰۰۳) از شبکه اچ‌بی‌او در نقش وکیلی به نام روی کوهن بازی کرد. مینی سریال فرشتگان در آمریکا براساس نمایشی به همین نام ساخته شده است. این نمایش از تونی کوشنر، برنده جایزه پولیتزر شده‌بود. پاچینو برای بازی در این سریال در ۲۰۰۴ برنده جایزه گلدن گلوب شد.
پاچینو در فیلم تاجر ونیزی (۲۰۰۴) که اقتباسی از نمایشنامه شکسپیر بود، در نقش شایلاک بازی کرد. شایلاک به‌طور سنتی به عنوان یک بدذات کاریکاتوری بازی می‌شد، اما پاچینو تصمیم گرفت که مقداری دلسوزی و ژرفا به این نقش اضافه کند. پاچینو در دو نفر برای پول (۲۰۰۵) نقش یک مسئول بنگاه شرط‌بندی را بازی می‌کند و در کنار او متیو مک‌کانهی و رنه روسو حضور دارند. دونفر برای پول، نقدهای آمیخته مثبت و منفی دریافت کرد. دسان تامسون دربارهٔ دونفر برای پول در واشینگتن پست می‌نویسد: «پاچینو آن‌قدر نقش مربی را بازی کرده است، که باید جایزه تاج‌بخش بگیرد … نبرد خوب و بد [در این فیلم] فدای رهایی هالیوودی شده و ایستا به نظر می‌رسد.»
بنیاد فیلم آمریکا در ۲۰ اکتبر ۲۰۰۶، پاچینو را به عنوان سی و پنجمین دریافت‌کننده جایزه یک عمر دستاورد هنری اعلام کرد. جامعه فلسفه کالج ترینیتی در ۲۲ نوامبر ۲۰۰۶ به پاچینو عضویت افتخاری خود را اعطا کرد.
او در فیلم سیزده یار اوشن (۲۰۰۷) از استیون سودربرگ در نقشی مکمل در کنار جورج کلونی، برد پیت، مت دیمون، الیوت گولد و اندی گارسیا، بازی کرد. شخصیت پاچینو، «ویلی بنک» نام دارد و صاحب کازینویی است که «دنی اوشن» و همراهانش آن را هدف قرار می‌دهند. سیزده یار اوشن نقدهای عموماً مطلوبی دریافت کرد.
فیلم ۸۸ دقیقه به بازی پاچینو در ۲۰۰۷ در چندین کشور اکران و در نهایت در ۱۸ آوریل ۲۰۰۸ در آمریکا منتشر شد. آلیشیا ویت نیز در این فیلم حضور داشت. فیلم مورد استقبال منتقدان وارد نشد؛ اگرچه بیشتر انتقادات نسبت به داستان فیلم بود تا اجرای پاچینو. پاچینو و دنیرو در قتل عادلانه (۲۰۰۸) نقش دو کارآگاه اهل نیویورک را بازی می‌کنند که به دنبال قاتلی سریالی می‌گردند. قتل عادلانه با وجود این‌که بازگشتی مورد انتظار برای پاچینو و دنیرو بود، بیشتر نقدهای منفی دریافت کرد. لو لومنیک در نیویورک پست به قتل عادلانه از چهار، تنها یک امتیاز داد و نوشت: «آل پاچینو و رابرت دنیرو دستمزدهای اضافه دریافت کرده‌اند تا در قتل عادلانه خسته‌کننده باشند؛ یک فیلم پلیسی کم‌سرعت مسخره که اگر هر کس دیگر در آن بازی کرده‌بود، مستقیم به سطل اضافات [فروشگاه‌های] بلاک باستر می‌رفت»

### دهه ۲۰۱۰

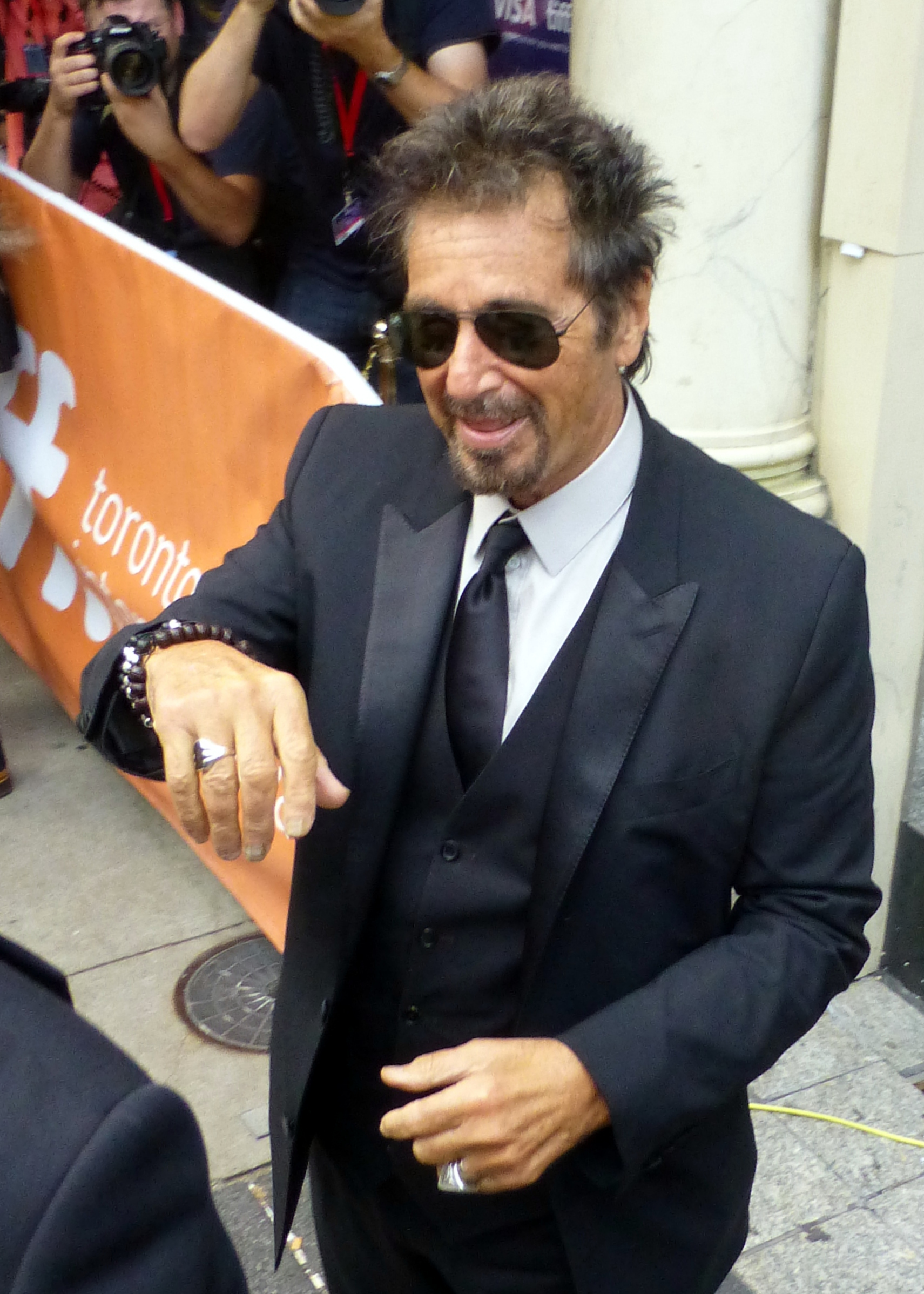
آل پاچینو در جشنواره فیلم تورنتو، ۲۰۱۴

پاچینو در فیلم زندگی‌نامه‌ای اچ‌بی‌او فیلمز به نام تو جک را نمی‌شناسی نقش جک کورکیان را بازی کرد. این فیلم که در آوریل ۲۰۱۰ پخش شد، براساس داستان واقعی زندگی و فعالیت حرفه‌ای یک پزشک هوادار خودکشی کمکی است. او بابت بازی در این فیلم، دومین جایزه امی نقش اول خود را به دست آورد. پاچینو همچنین برای تو جک را نمی‌شناسی چهارمین جایزه گلدن گلوب خود را دریافت کرد. پاچینو در ۲۰۱۱ در فیلم کمدی جک و جیل در نقش خودش ظاهر شد. جک و جیل مورد انتقاد شدید منتقدان قرار گرفت و پاچینو تمشک طلایی بدترین بازیگر مکمل مرد را دریافت کرد.
پاچینو در جشنواره فیلم ونیز در ۴ سپتامبر ۲۰۱۱ پیش از اکران اولیه وایلد سالومه، جایزه ژژر لوکولتر را دریافت کرد. وایلد سالومه که پاچینو و در آن بازی و کارگردانی کرده است، مانند درجستجوی ریچارد یک مستند درام است. اکران عمومی وایلد سالومه در ۲۱ مارس ۲۰۱۲ در تئاتر کاسترو سان فرانسیسکو کلید خورد. این مراسم که با ظرفیت کامل برگزار شد، صد و سی‌امین سال بازدید اسکار وایلد از سان فرانسیسکو را پاس می‌داشت و سود حاصل از آن به جامعه تاریخ جی‌ال‌بی‌تی اعطا شد. پاچینو که در این فیلم نقش هیرودیس آنتیپاس را بازی می‌کند، آن را «شخصی‌ترین پروژه» خود خوانده است. باراک اوباما، رئیس‌جمهور وقت آمریکا، در فوریهٔ ۲۰۱۲ به آل پاچینو نشان ملی هنر را اعطا کرد.
پاچینو در فیل اسپکتور (۲۰۱۳) از شبکه اچ‌بی‌او نقش فیل اسپکتور را بازی کرد. فیل اسپکتور تهیه‌کننده موسیقی بود که در سال ۲۰۰۹ محکوم به قتل شد. پاچینو در فیلم کمدی درام دنی کالینز (۲۰۱۵) نقش اول را بر عهده‌داشت. اجرای او در نقش یک راک استار پیر، نامزدی جایزه گلدن گلوب بهترین بازیگر مرد را برایش به ارمغان آورد. او در سال ۲۰۱۶، جایزه مرکز کندی را دریافت کرد. مراسم بزرگداشت پاچینو شامل سخنانی از کوین اسپیسی، شان پن، بابی کاناوله و کریس اودانل بود.
ددلاین در سپتامبر ۲۰۱۲ گزاش داد که فیلمی دربارهٔ جو پترنو با بازی آل پاچینو ساخته خواهد شد. این فیلم براساس کتاب زندگی‌نامه پترنو از جو پزننسکی ساخته شد، که رسوایی جو پترنو، مربی فوتبال دانشگاه ایالتی پنسیلوانیا، را به تصویر می‌کشید. پترنو در ۷ آوریل ۲۰۱۸ از اچ‌بی‌او پخش شد.
پاچینو به همراه برد پیت و لئوناردو دی‌کاپریو در فیلم روزی روزگاری هالیوود از کوئنتین تارانتینو ظاهر شد و نقشی کوتاه داشت. این فیلم در ۲۶ ژوئیه ۲۰۱۹ اکران شد. او همچنین در سال ۲۰۱۹ با همراهی رابرت دنیرو و جو پشی در فیلم مرد ایرلندی در نقش جیمی هوفا، رئیس تیمسترز، بازی کرد. مرد ایرلندی به کارگردانی مارتین اسکورسیزی براساس کتاب شنیده‌ام خانه‌ها را رنگ می‌کنی ساخته و توسط نت‌فلیکس منتشر شد. این اولین باری بود که پاچینو با اسکورسیزی کار می‌کرد و برای نقش خود نامزد جایزه اسکار بهترین بازیگر نقش مکمل مرد شد. نقش‌آفرینی او در مرد ایرلندی بازخورد مثبتی دریافت کرد. پیتر بردشاو در گاردین آن را «شکوهمند» توصیف نمود و جاستین چنگ نوشت: «دنیرو، پشی و پاچینو در بالاترین سطح خود قرار دارند؛ چراکه به سادگی نقش‌های گانگستری مثال‌زدنی قبلی خود را تکرار مکررات نکردند.»

### دهه ۲۰۲۰
پاچینو در مجموعه شکارچیان از پرایم ویدئو نقش مایر آفرمن، شکارچی نازی، را بازی کرد. این اولین مجموعه تلویزیونی پاچینو از زمان فرشتگان در آمریکا (۲۰۰۳) است. شکارچیان در اوت ۲۰۲۰ برای فصل دوم تمدید شد.
در سال ۲۰۲۱، پاچینو در فیلم خائن آمریکایی: محاکمه اکسیس سالی ایفای نقش کرد. این فیلم با نقدهای منفی منتقدان همراه بود. او مدتی بعد نقش آلدو پاچی، رئیس گوچی، را در فیلم خاندان گوچی (۲۰۲۱) به کارگردانی ریدلی اسکات به تصویر کشید. پاچینو در سال ۲۰۲۴ فیلمی دربارهٔ آمادئو مودیلیانی به نام مودی، سه روز بر بال جنون را تهیه و در آن بازی کرد. جانی دپ کارگردان این فیلم است.

## زندگی شخصی
پاچینو هیچ‌گاه ازدواج نکرده است، اما چهار فرزند دارد. جولی ماری (زاده ۱۹۸۹) بزرگ‌ترین فرزند او است که مادرش یان ترنت، مربی بازیگری، است. آنتون جیمز و اولیویا رز، پسر و دختر دیگر پاچینو هستند که در ۲۵ ژانویه ۲۰۰۱ به‌صورت دوقلو متولد شدند. مادر این‌دو بورلی دی آنجلو است که از ۱۹۹۶ تا ۲۰۰۳ با پاچینو رابطه داشت. او از رابطه‌اش با تهیه‌کننده، نور الفلاح، صاحب یک فرزند دیگر در سال ۲۰۲۳ شد. پاچینو در ۸۳ سالگی یکی از پیرترین پدران جهان شده است.
او همچنین با دایان کیتن، همبازی خود در سه‌گانه پدرخوانده، رابطه‌ای مردد و گهگاهی داشت که بعد از فیلمبرداری پدرخوانده: قسمت سوم به‌طور کامل پایان یافت. کیتون در مصاحبه‌ای با باربارا والترز دربارهٔ پاچینو گفت: «آل به سادگی سرگرم‌کننده‌ترین مرد بود… برای من آن زیباترین صورت بود.» پاچینو همچنین روابطی با تیوزدی ولد، جیل کلایبورگ، مارته کلر، کاتلین کویینلان و لیندال هابز داشته است.
پاچینو از ۲۰۰۸ تا ۲۰۱۸ با لوسیلا پولاک، بازیگر آرژانتینی، رابطه داشت. با این‌که این‌دو هیچ‌گاه ازدواج نکردند، کامیلا مورون، دختر پولاک، از آل پاچینو به عنوان ناپدری خود یاد می‌کند.

## جوایز و افتخارات

آل پاچینو در اسکار ۱۹۹۳ که در آن اسکار بهترین بازیگر نقش اول مرد را برای فیلم بوی خوش زن دریافت کرد.

آل پاچینو در طول فعالیت حرفه‌ای خود، نامزد و برندهٔ جوایز پرشماری شده است: نه نامزدی اسکار (یک‌بار برنده)، هجده نامزدی گلدن‌گلوب (چهاربار برنده)، پنج نامزدی بفتا (یک‌بار برنده)، سه نامزدی امی (دوبار برنده) و دو نامزدی تونی (دوبار برنده). پاچینو در سال ۲۰۰۱ برنده جایزه سیسیل بی دمیل شد و بنیاد فیلم آمریکا در سال ۲۰۰۷ به پاچینو جایزه یک عمر دستاورد هنری را اهدا کرد. او همچنین در سال ۲۰۱۱ به پاس فعالیت حرفه‌ای خود، موفق به دریافت نشان ملی هنر از باراک اوباما، رئیس‌جمهور وقت آمریکا، شد. تماشاگران بریتانیایی در یک نظرسنجی از کانال ۴ در سال ۲۰۰۳، پاچینو را به عنوان «بزرگ‌ترین ستارهٔ تاریخ سینما» انتخاب کردند.

## فیلم‌شناسی
- ناتالی و من (۱۹۶۹)
- وحشت در نیدل پارک (۱۹۷۱)
- پدرخوانده (۱۹۷۲)
- سرپیکو (۱۹۷۳)
- مترسک (۱۹۷۳)
- پدرخوانده: قسمت دوم (۱۹۷۴)
- بعدازظهر سگی (۱۹۷۵)
- بابی دیرفیلد (۱۹۷۷)
- ... و عدالت برای همه (۱۹۷۹)
- گشت‌زنی (۱۹۸۰)
- نویسنده! نویسنده! (۱۹۸۲)
- صورت‌زخمی (۱۹۸۳)
- انقلاب (۱۹۸۵)
- دریای عشق (۱۹۸۹)
- بدنام محلی (۱۹۹۰)
- دیک تریسی (۱۹۹۰)
- پدرخوانده: قسمت سوم (۱۹۹۰)
- فرانکی و جانی (۱۹۹۱)
- گلن‌گری گلن راس (۱۹۹۲)
- بوی خوش زن (۱۹۹۲)
- راه کارلیتو (۱۹۹۳)
- دو بیت (۱۹۹۵)
- مخمصه (۱۹۹۵)
- تالار شهر (۱۹۹۶)
- در جستجوی ریچارد (۱۹۹۶)
- دانی براسکو (۱۹۹۷)
- وکیل‌مدافع شیطان (۱۹۹۷)
- نفوذی (۱۹۹۹)
- هر یکشنبه کذایی (۱۹۹۹)
- قهوه چینی (۲۰۰۰)
- بی‌خوابی (فیلم ۲۰۰۲) (۲۰۰۲)
- سیمون (۲۰۰۲)
- مردمی که من می‌شناسم (۲۰۰۲)
- تازه‌کار (۲۰۰۳)
- جیلی (۲۰۰۳)
- فرشتگان در آمریکا (۲۰۰۳)
- تاجر ونیزی (۲۰۰۴)
- دو نفر برای پول (۲۰۰۵)
- ۸۸ دقیقه (۲۰۰۷)
- سیزده یار اوشن (۲۰۰۷)
- قتل عادلانه (۲۰۰۸)
- تو جک را نمی‌شناسی (۲۰۱۰)
- پسر هیچ‌کس (۲۰۱۱)
- وایلد سالومه (۲۰۱۱)
- جک و جیل (۲۰۱۱)
- رفقای استوار (۲۰۱۲)
- فیل اسپکتور (۲۰۱۳)
- منگلهورن (۲۰۱۴)
- تحقیر (۲۰۱۴)
- دنی کالینز (۲۰۱۵)
- سوءرفتار (۲۰۱۶)
- دزدان دریایی سومالی (۲۰۱۷)
- دارزن (۲۰۱۷)
- پترنو (۲۰۱۸)
- روزی روزگاری در هالیوود (۲۰۱۹)
- مرد ایرلندی (۲۰۱۹)
- خانه مد گوچی (۲۰۲۱)

## یادداشت
1. 1 2  با چارلز لاتن، بازیگر انگلیسی، اشتباه نشود.
2. ↑  دنیرو در آن زمان هنوز مشهور نشده‌بود و مانند پاچینو در مراحل اولیه فعالیت حرفه‌ای خود قرار داشت.
3. ↑  در دهه ۱۹۷۰ میلادی، بخشی در روزنامه‌ها وجود داشت که افراد مجرد در آن برای یافتن شریک زندگی اطلاعیه می‌زدند.